# José Ángel Irigarai
José Ángel Irigarai Imaz (Pamplona, 9 de octubre de 1942) es un escritor y poeta en euskera de Navarra.

## Biografía
Es hijo del médico y escritor Aingeru Irigarai y nieto del médico y ensayista Fermín Irigarai "Larreko".
Desde siempre ha estado muy unido al mundo de la cultura y ha participado en diversas iniciativas y asociaciones, como son Ez Dok Amairu, Federación de Ikastolas de Navarra, Kafe Antzokia de Bilbao, fundación Oteiza, etc. Sus principales ramas artísticas dentro de la literatura son: el ensayo, la narrativa y, especialmente, la poesía.

## Obras

### Poesía
- Kondairaren ihauterian (GAK, 1978)
- Bizi minaren olerkian (Pamiela, 1986)
- Urdinkara (Pamiela, 1995)
- XX. mendeko poesia kaierak - Jose Angel Irigarai (Susa, 2001)
- Joan-jinaren labirintoan (Pamiela, 2002)
- Zeharbidetan (con Antonio Breschi, Arteola-Pamiela, 2004)
- Siete poetas vascos (antología de poesía vasca actual, Pamiela, 2018)
- Isiltasunaz hunatago (Pamiela, 2020)

### Ensayo
- Euskera eta Nafarroa
- Euskara bizitzaren kenkan. Orekaren mintzoa (Pamiela, 1988)

### Narrativa
- Gauerdiko ele galduak (Elkar, 1985)
- Denboraren mugan (Pamiela, 2005)